# Pyrausta murinalis
Pyrausta murinalis là một loài bướm đêm trong họ Crambidae.